# Bá quốc Holland
Bá quốc Holland (tiếng Hà Lan: Graafschap Holland) là một nhà nước trong Đế quốc La Mã Thần thánh và từ năm 1433 là một phần của Hà Lan Bourgogne, từ năm 1482 là một phần của Hà Lan Habsburg và từ năm 1581 trở đi là một tỉnh của Cộng hòa Hà Lan cho đến Cách mạng Batavia vào năm 1795. Lãnh thổ của Bá quốc Holland tương ứng với các tỉnh hiện tại là Noord-Holland và Zuid-Holland của Vương quốc Hà Lan hiện đại.
Bá quốc Holland là Bá quốc La Mã Thần thánh đầu tiên trong khu vực đạt được mức độ phát triển kinh tế, văn hóa, quân sự và công nghệ, đã có thời gian trải qua quá trình phát triển này trước khi lãnh thổ được phân loại là một bá quốc.